# Saint-Pierre-de-Bat
Saint-Pierre-de-Bat est une commune du Sud-Ouest de la France, située dans le département de la Gironde, en région Nouvelle-Aquitaine.

## Géographie

### Localisation
Située dans l'Entre-deux-mers, la commune se trouve à 40 km au sud-est de Bordeaux, chef-lieu du département, à 16 km au nord de Langon, chef-lieu d'arrondissement et à 9 km au sud-sud-est de Targon, ancien chef-lieu de canton.

### Communes limitrophes
Les communes limitrophes sont  Gornac, Mourens et Porte-de-Benauge.
| Porte-de-Benauge |                     |        |
|                  | Saint-Pierre-de-Bat | Gornac |
|                  | Mourens             |        |

### Climat
Pour des articles plus généraux, voir Climat de la Nouvelle-Aquitaine et Climat de la Gironde.
Historiquement, la commune est exposée à un climat océanique aquitain.  
En 2020, Météo-France publie une typologie des climats de la France métropolitaine dans laquelle la commune est exposée à un climat océanique et est dans la région climatique  Aquitaine, Gascogne, caractérisée par une pluviométrie abondante au printemps, modérée en automne, un faible ensoleillement au printemps, un été chaud (19,5 °C), des vents faibles, des brouillards fréquents en automne et en hiver et des orages fréquents en été (15 à 20 jours).
Pour la période 1971-2000, la température annuelle moyenne est de 12,7 °C, avec une amplitude thermique annuelle de 15,1 °C. Le cumul annuel moyen de précipitations est de 862 mm, avec 11,8 jours de précipitations en janvier et 6,6 jours en juillet. Pour la période 1991-2020, la température moyenne annuelle observée sur la station météorologique la plus proche, située sur la commune de Saint-Sulpice-de-Pommiers à 9 km à vol d'oiseau, est de 13,8 °C et le cumul annuel moyen de précipitations est de 764,8 mm,. Pour l'avenir, les paramètres climatiques de la commune estimés pour 2050 selon différents scénarios d’émission de gaz à effet de serre sont consultables sur un site dédié publié par Météo-France en novembre 2022.

## Urbanisme

### Typologie
Au 1er janvier 2024, Saint-Pierre-de-Bat est catégorisée commune rurale à habitat dispersé, selon la nouvelle grille communale de densité à sept niveaux définie par l'Insee en 2022.
Elle est située hors unité urbaine et hors attraction des villes,.

### Occupation des sols

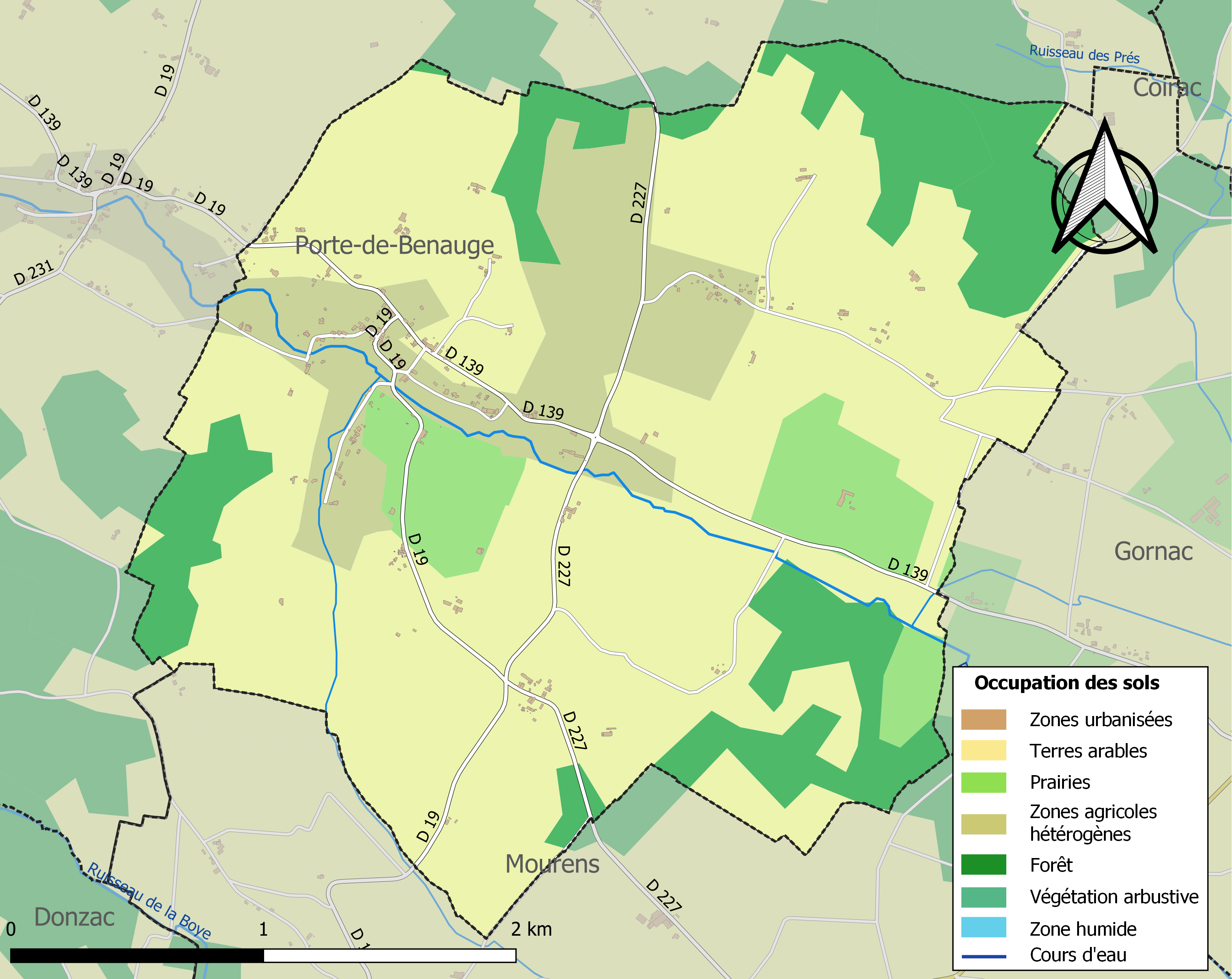
Carte des infrastructures et de l'occupation des sols de la commune en 2018 (CLC).

L'occupation des sols de la commune, telle qu'elle ressort de la base de données européenne d’occupation biophysique des sols Corine Land Cover (CLC), est marquée par l'importance des territoires agricoles (83,9 % en 2018), une proportion identique à celle de 1990 (83,9 %). La répartition détaillée en 2018 est la suivante : 
cultures permanentes (46,1 %), forêts (16,1 %), zones agricoles hétérogènes (15,2 %), terres arables (15,1 %), prairies (7,5 %). L'évolution de l’occupation des sols de la commune et de ses infrastructures peut être observée sur les différentes représentations cartographiques du territoire : la carte de Cassini (XVIIIe siècle), la carte d'état-major (1820-1866) et les cartes ou photos aériennes de l'IGN pour la période actuelle (1950 à aujourd'hui).

### Voies de Communication et transports
Les principales voies de communication routière traversant le village, sont la route départementale D19 qui mène vers l'ouest à Arbis puis vers le nord à Branne et vers le sud à Saint-Germain-de-Grave puis à Saint-Macaire et la route départementale D139 qui commence dans le bourg et mène vers l'est à Gornac et Saint-Félix-de-Foncaude et au-delà vers Sauveterre-de-Guyenne. La route départementale D227 traverse le territoire communal à l'est du bourg et mène vers le nord à Cantois et vers le sud-est à Mourens.
L'accès à l'autoroute A62 (Bordeaux-Toulouse) le plus proche est le no 2 de Podensac qui se situe à 16 km vers le sud-ouest.

L'accès no 1 de Bazas à l'autoroute A65 (Langon-Pau) se situe à 30 km vers le sud.

L'accès le plus proche à l'autoroute A89 (Bordeaux-Lyon) est celui de l'échangeur autoroutier avec la route nationale 89 qui se situe à 31 km vers le nord.
La gare SNCF la plus proche est celle, distante de 12 km par la route vers le sud-ouest, de Cérons sur la ligne Bordeaux-Sète du TER Nouvelle-Aquitaine. Sur la même ligne mais offrant plus d'opportunités de liaisons, la gare de Langon se situe à 16 km par la route vers le sud-sud-ouest.

### Risques majeurs
Le territoire de la commune de Saint-Pierre-de-Bat est vulnérable à différents aléas naturels : météorologiques (tempête, orage, neige, grand froid, canicule ou sécheresse) et séisme (sismicité très faible). Un site publié par le BRGM permet d'évaluer simplement et rapidement les risques d'un bien localisé soit par son adresse soit par le numéro de sa parcelle.

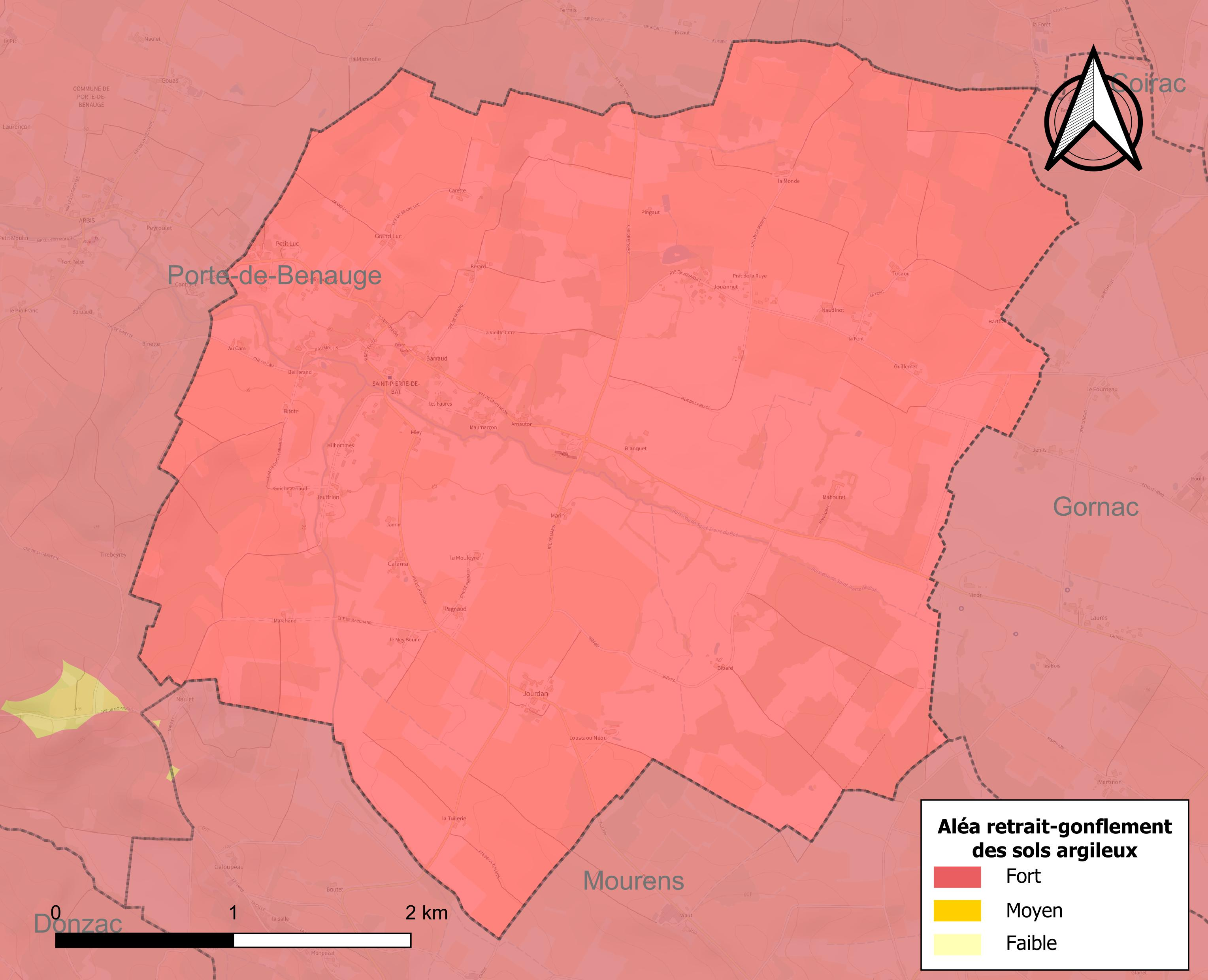
Carte des zones d'aléa retrait-gonflement des sols argileux de Saint-Pierre-de-Bat.

Le retrait-gonflement des sols argileux est susceptible d'engendrer des dommages importants aux bâtiments en cas d’alternance de périodes de sécheresse et de pluie. La totalité de la commune est en aléa moyen ou fort (67,4 % au niveau départemental et 48,5 % au niveau national). Sur les 163 bâtiments dénombrés sur la commune en 2019, 163 sont en aléa moyen ou fort, soit 100 %, à comparer aux 84 % au niveau départemental et 54 % au niveau national. Une cartographie de l'exposition du territoire national au retrait gonflement des sols argileux est disponible sur le site du BRGM,.
La commune a été reconnue en état de catastrophe naturelle au titre des dommages causés par les inondations et coulées de boue survenues en 1982, 1983, 1990, 1999, 2005, 2009 et 2020, par la sécheresse en 2003, 2005 et 2017 et par des mouvements de terrain en 1999.

## Toponymie
Le nom de la commune est Sent Pèir de Vaths en gascon.
Ses habitants sont appelés les Pétrusquins ou Pétrusquains.

## Histoire
À la Révolution, la paroisse Saint-Pierre-de-Bat forme la commune de Saint-Pierre-de-Bat.

## Politique et administration
| Période                                  | Période  | Identité       | Étiquette | Qualité                    |
| ---------------------------------------- | -------- | -------------- | --------- | -------------------------- |
| mars 2001                                | 2020     | Philippe Acker |           | Retraité Fonction publique |
| 2020                                     | En cours | Olivier Mehats |           |                            |
| Les données manquantes sont à compléter. |          |                |           |                            |

## Population et société

### Démographie

#### Évolution démographique
L'évolution du nombre d'habitants est connue à travers les recensements de la population effectués dans la commune depuis 1793. Pour les communes de moins de 10 000 habitants, une enquête de recensement portant sur toute la population est réalisée tous les cinq ans, les populations de référence des années intermédiaires étant quant à elles estimées par interpolation ou extrapolation. Pour la commune, le premier recensement exhaustif entrant dans le cadre du nouveau dispositif a été réalisé en 2004.

En 2022, la commune comptait 282 habitants, en évolution de −11,04 % par rapport à 2016 (Gironde : +6,91 %, France hors Mayotte : +2,11 %).
| 1793 | 1800 | 1806 | 1821 | 1831 | 1836 | 1841 | 1846 | 1851 |
| ---- | ---- | ---- | ---- | ---- | ---- | ---- | ---- | ---- |
| 537  | 454  | 611  | 529  | 391  | 448  | 450  | 462  | 471  |

| 1856 | 1861 | 1866 | 1872 | 1876 | 1881 | 1886 | 1891 | 1896 |
| ---- | ---- | ---- | ---- | ---- | ---- | ---- | ---- | ---- |
| 451  | 470  | 440  | 445  | 464  | 423  | 426  | 357  | 397  |

| 1901 | 1906 | 1911 | 1921 | 1926 | 1931 | 1936 | 1946 | 1954 |
| ---- | ---- | ---- | ---- | ---- | ---- | ---- | ---- | ---- |
| 422  | 364  | 374  | 345  | 310  | 317  | 329  | 315  | 313  |

| 1962 | 1968 | 1975 | 1982 | 1990 | 1999 | 2004 | 2006 | 2009 |
| ---- | ---- | ---- | ---- | ---- | ---- | ---- | ---- | ---- |
| 278  | 256  | 253  | 264  | 251  | 271  | 307  | 304  | 311  |

| 2014 | 2019 | 2022 | - | - | - | - | - | - |
| ---- | ---- | ---- | - | - | - | - | - | - |
| 318  | 289  | 282  | - | - | - | - | - | - |

#### Pyramide des âges
La population de la commune est relativement âgée.
En 2018, le taux de personnes d'un âge inférieur à 30 ans s'élève à 27,0 %, soit en dessous de la moyenne départementale (35,9 %). À l'inverse, le taux de personnes d'âge supérieur à 60 ans est de 29,8 % la même année, alors qu'il est de 24,9 % au niveau départemental.
En 2018, la commune comptait 157 hommes pour 141 femmes, soit un taux de 52,68 % d'hommes, largement supérieur au taux départemental (47,94 %).
Les pyramides des âges de la commune et du département s'établissent comme suit.
| Hommes | Classe d’âge | Femmes |
| ------ | ------------ | ------ |
| 1,3    | 90 ou +      | 0,0    |
| 8,6    | 75-89 ans    | 9,5    |
| 20,4   | 60-74 ans    | 19,7   |
| 26,3   | 45-59 ans    | 27,7   |
| 15,1   | 30-44 ans    | 17,5   |
| 8,6    | 15-29 ans    | 11,7   |
| 19,7   | 0-14 ans     | 13,9   |

| Hommes | Classe d’âge | Femmes |
| ------ | ------------ | ------ |
| 0,7    | 90 ou +      | 1,9    |
| 6,7    | 75-89 ans    | 8,9    |
| 15,7   | 60-74 ans    | 16,8   |
| 19,9   | 45-59 ans    | 19,3   |
| 19,9   | 30-44 ans    | 19,2   |
| 19,4   | 15-29 ans    | 18,1   |
| 17,7   | 0-14 ans     | 15,8   |

### Logements
Entre 1968 et 2006, le nombre total de logements a progressé de plus de 33 % (et près de 60 % pour les seules résidences principales).

Cette augmentation s'explique par des constructions de maisons individuelles dues à une hausse du nombre d'habitants, qui est passé de 256 à 304 durant cette période.

Cette évolution démographique explique également la baisse du nombre de logements vacants réduit de moitié entre 1968 et 2006.
Durant cette même période, le nombre de logements occasionnels ou résidences secondaires a évolué, pour finalement retrouvé en 2006 un nombre équivalent à celui de 1968.
|                                        | 1968 | 1975 | 1982 | 1990 | 1999 | 2006 |
| -------------------------------------- | ---- | ---- | ---- | ---- | ---- | ---- |
| Résidences principales                 | 76   | 73   | 81   | 93   | 107  | 121  |
| Résidences secondaires ou occasionnels | 10   | 17   | 15   | 14   | 8    | 9    |
| Logements vacants                      | 19   | 27   | 10   | 11   | 14   | 10   |
| Total                                  | 105  | 117  | 106  | 118  | 129  | 140  |

## Économie
Viticulture : entre-deux-mers (AOC), bordeaux (AOC)

## Patrimoine

### Lieux et monuments
- L'église Saint-Pierre, d'architecture romane, date du XIIe siècle et se trouve sous le vocable de saint Pierre ès Liens.

La façade est tournée vers l'ouest et est percée d'une porte ogivale possédant deux archivoltes, au-dessus de laquelle on trouve une terrasse à mâchicoulis. L'abside compte d'autres parties défensives comme des meurtrières en croix. Son chevet possède de nombreux modillons sculptés de motifs illustrant la vie quotidienne de l'époque.
La cloche date quant à elle de 1572. L'église dispose d'une fenêtre à meneaux, datant également du XVIe siècle, ainsi que des chapiteaux ornés de boules ou de feuillage.
À l'intérieur, on trouve une chaire en pierre datant du XVIIIe siècle, ainsi qu'une huile sur toile représentant la Vierge à l'Enfant.
Cette église fait l’objet d’une inscription au titre des monuments historiques depuis le 5 avril 2001 ; auparavant, seul l'abside et le chœur étaient inscrits à l'inventaire depuis le 24 décembre 1925.
- Anciennes demeures
  - Château de Laubarit, au lieu-dit éponyme, de style « benaugean », édifié au XVIIIe siècle puis remanié au XIXe siècle[30].
  - Château Mahourat, au lieu-dit éponyme, édifié au début du XIXe siècle[31].
- Statue de saint Pierre ès Liens, les mains jointes, enchaînées et priant, située sur un petit promontoire.
- Source-lavoir de Laubarit datant du XIXe siècle, réaménagé au début du XXe siècle. Ce lavoir servait de lieu de puisage, de lavoir pour battre le linge et d'abreuvoir-pédiluve pour animaux[27],[32].
- Cette même source alimente le moulin de Brizard, au hameau de Beillerand, toujours équipé de son bief[33]. L'existence du moulin est mentionnée dès le XVIIIe siècle sur la carte de Belleyme. Il fut entièrement reconstruit au XXe siècle.

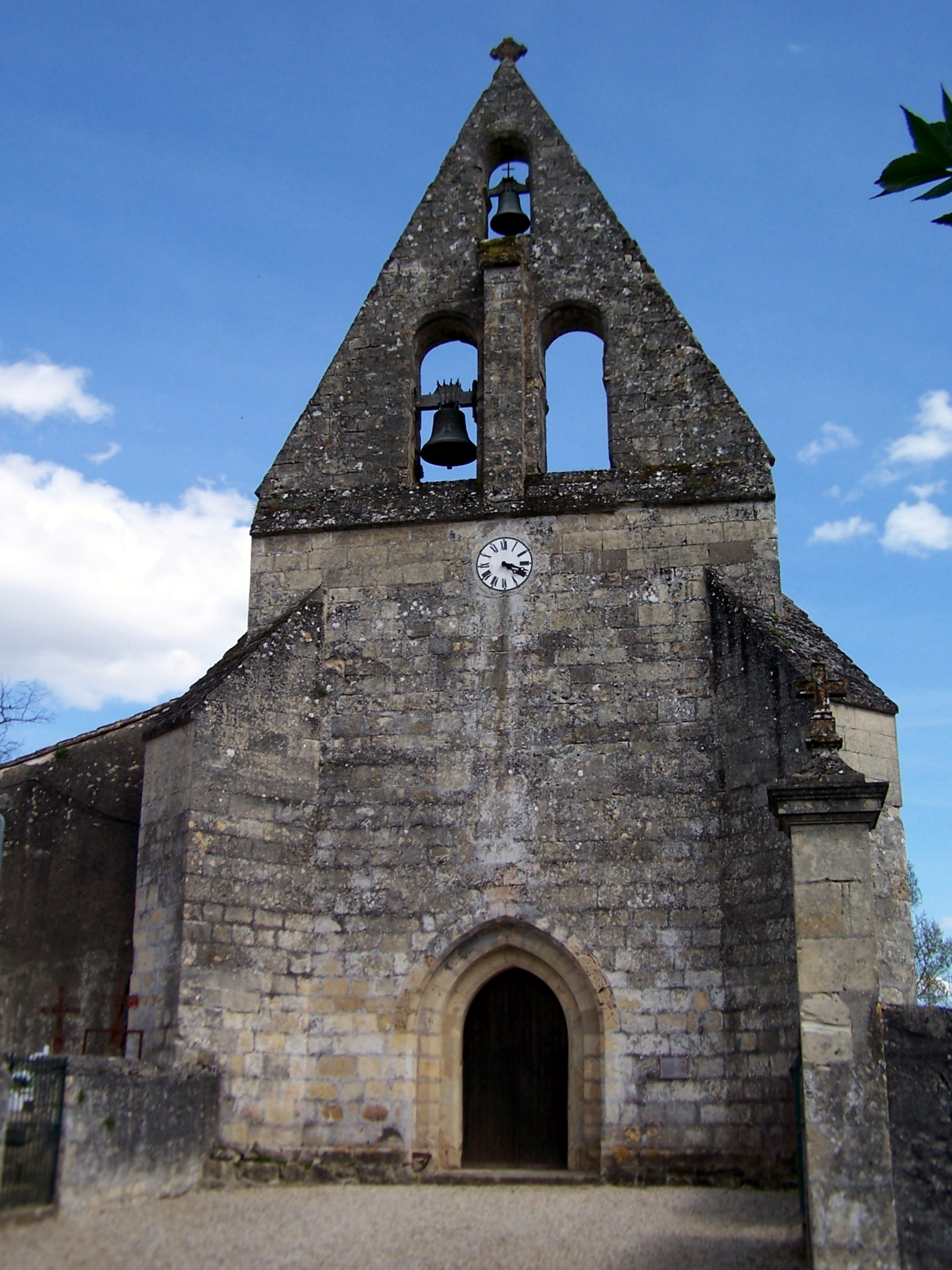
Façade de l'église Saint-Pierre-ès-Liens (avr. 2013)
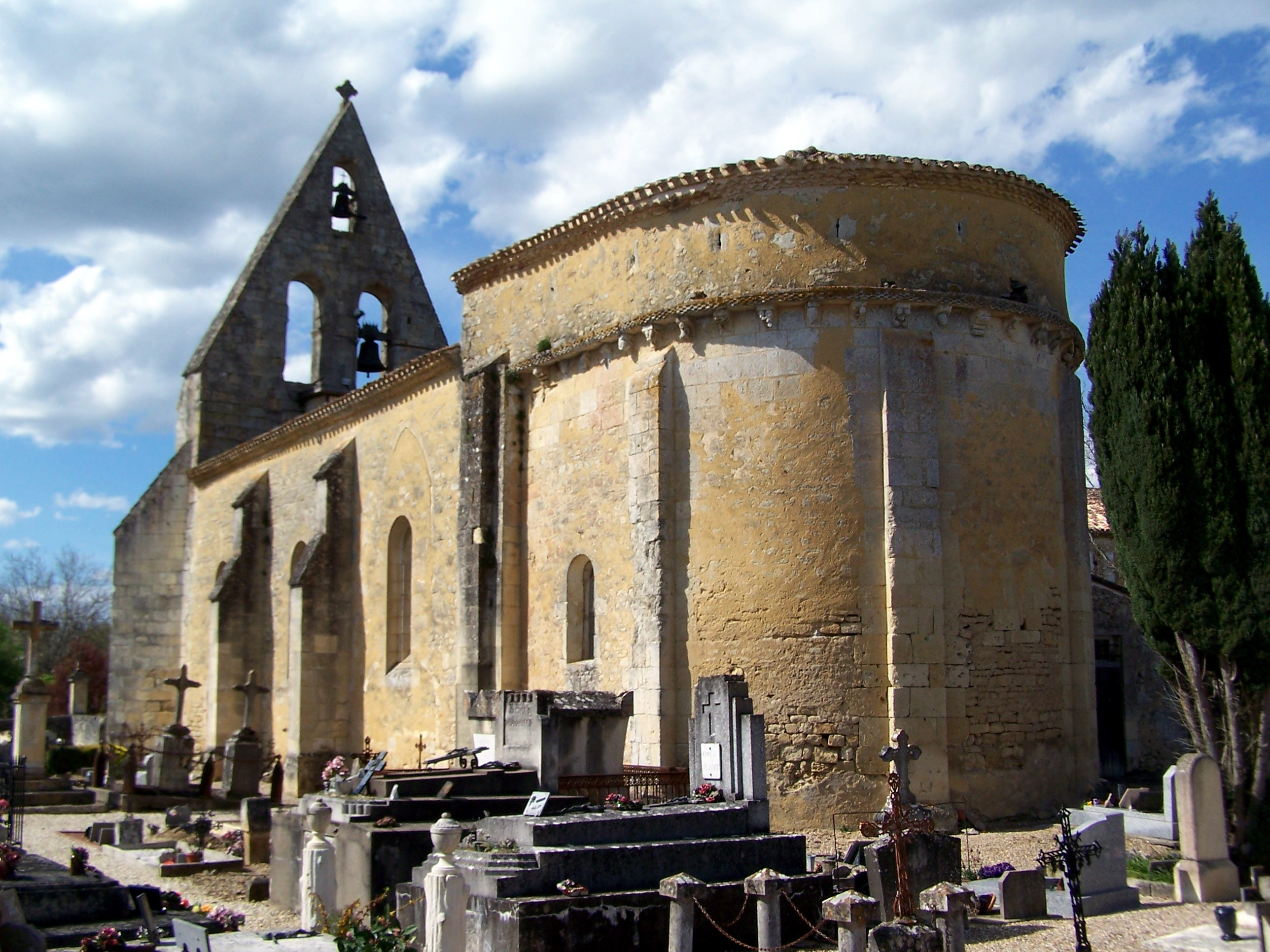
Vue sud-est de l'église et son chevet (avr. 2013)
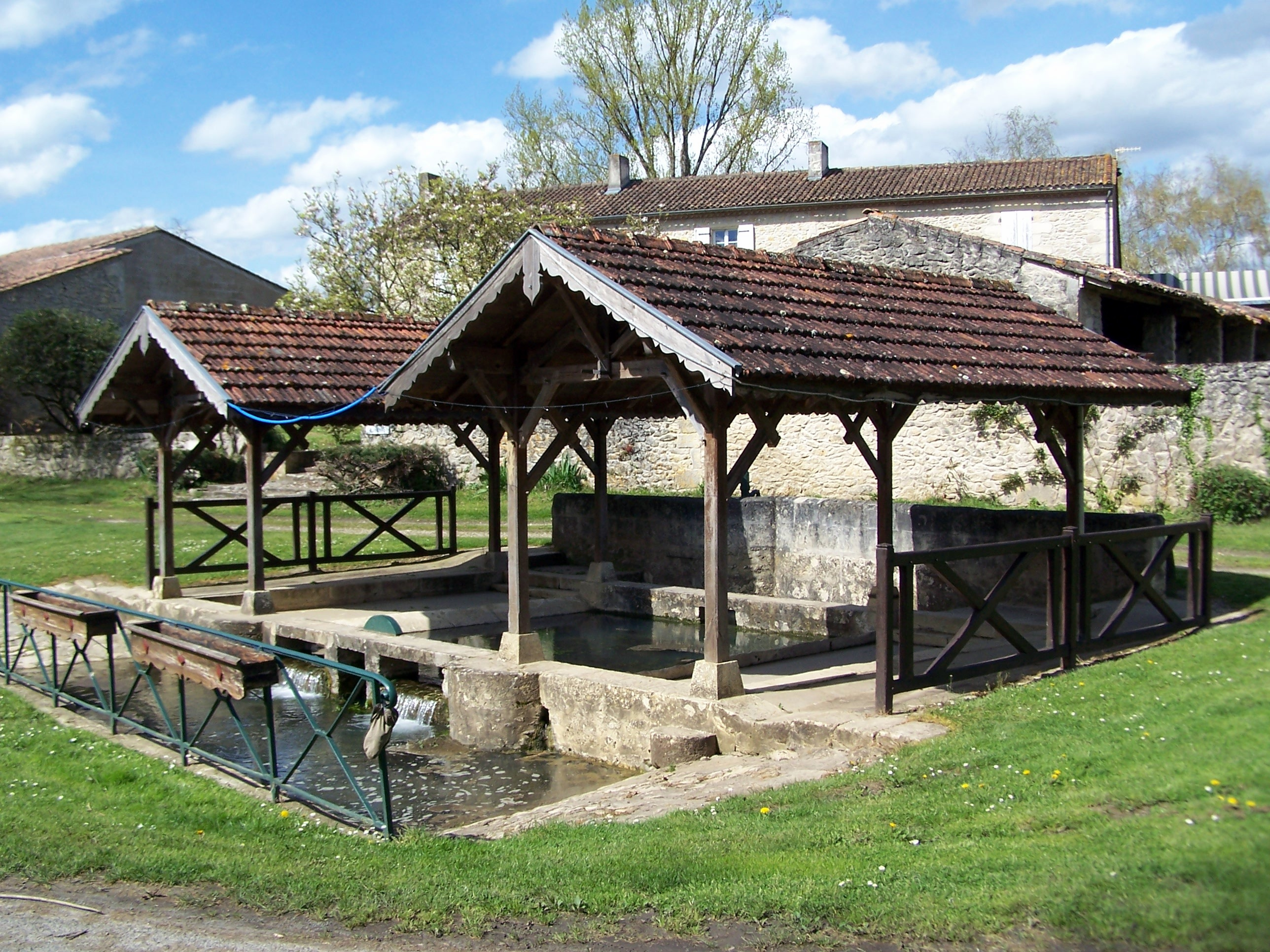
Le lavoir de Laubarit (avr. 2013)
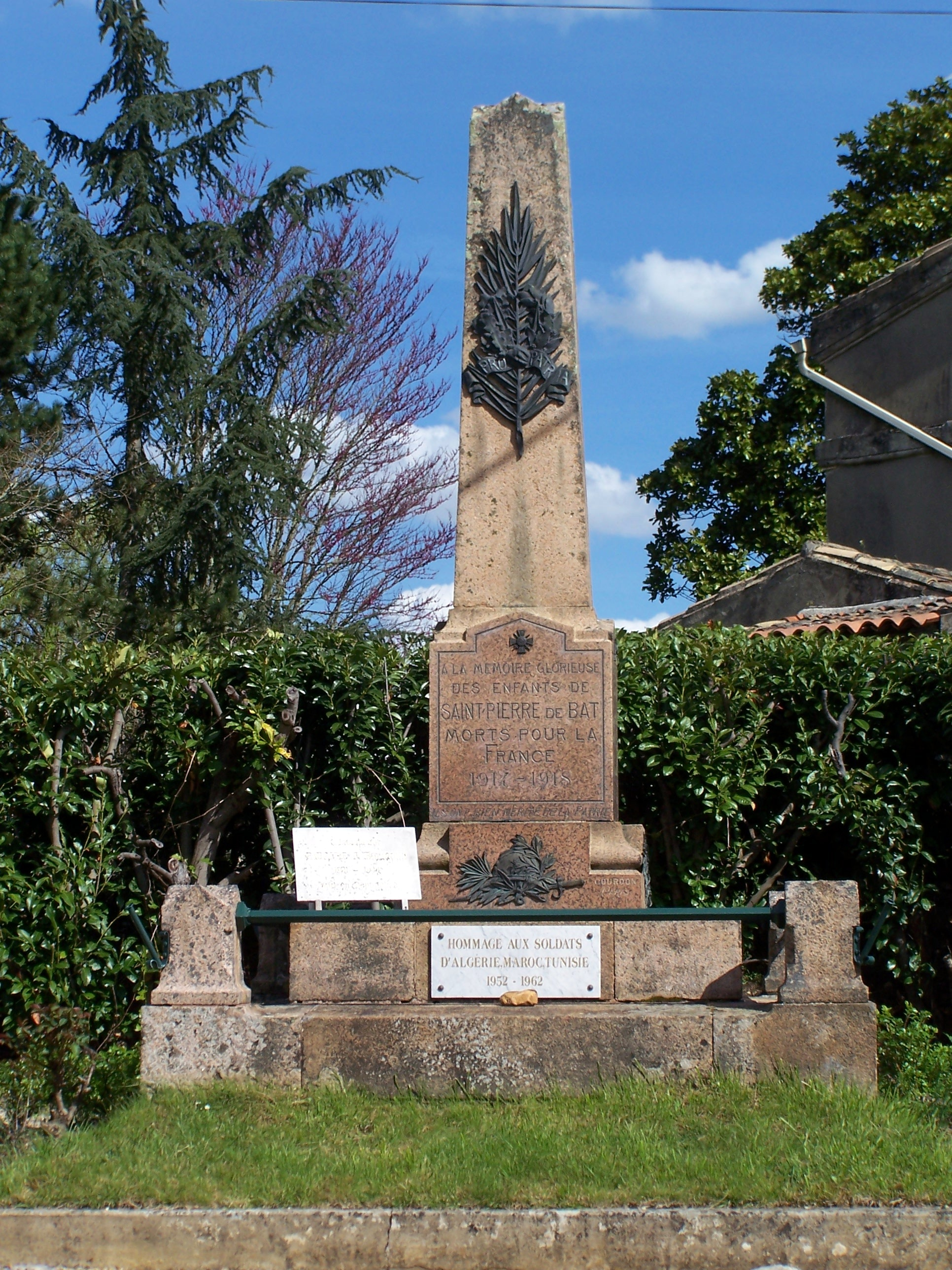
Le monument aux morts au carrefour D19 et D139 (avr. 2013)

### Personnalités liées à la commune
- Louis Tillhet (1875-1930), industriel et député des Ardennes né sur la commune.